# Socialist Party (England und Wales)
Die Socialist Party (deutsch „Sozialistische Partei“) ist eine marxistische und trotzkistische
politische Partei in England und Wales. Sie ist Nachfolger der 1964 in der Labour Party
gegründeten Militant Tendency. Neben der Wochenzeitung The Socialist veröffentlicht sie
das monatliche Magazin Socialism Today. Sie ist Mitglied im Committee for a Workers’ International (2019), ihre deutsche Schwesterorganisation ist die Sozialistische Organisation Solidarität (SOL).

## Politik: Unterstützung von Gewerkschaften und Arbeiterklasse
Die Socialist Party unterstützt die Gewerkschaften im Kampf für den Erhalt von Bezahlung, Arbeitsstellen, Arbeitsbedingungen und staatlicher Fürsorge.
Die Socialist Party fordert einen Mindestlohn von £8 und ein Mindesteinkommen von £320 für Geringverdiener. Sie tritt für die Rechte der Arbeitnehmer und Gewerkschaften ein.
Um eine Vollbeschäftigung zu erreichen, fordert sie eine „35-Stunden Woche bei vollem Lohnausgleich“. Die Socialist Party beabsichtigt, dass Arbeiter eine Verringerung der Wochenarbeitszeit ohne Verlust ihrer Bezahlung erhalten. Dies soll dazu führen, dass Unternehmen gezwungen sind statt die Arbeitszeit zu erhöhen, mehr Arbeiter einzustellen, um ihre Produktionskapazität beizubehalten.
2010 beteiligte sich die Socialist Party an der Gründung der Trade Unionist and Socialist Coalition (TUSC). Ihre Mitglieder kandidieren seitdem für die TUSC zu Kommunal- und Parlamentswahlen. Nach der Wahl von Jeremy Corbyn zum Vorsitzenden der Labour Party sagte Peter Taaffe in einem Interview gegenüber dem Polit-Magazin New Statesman, „dass Jeremy ein radikaler Sozialist ist und es sich bei unserer Partei um eine radikal sozialistische Partei handelt.“
Die Socialist Party existiert dennoch als eigenständige Partei weiter. Im November 2016 stellten 75 langjährige Mitglieder, die wegen ihrer Mitgliedschaft in der Militant Tendency aus Labour ausgeschlossen worden waren, darunter Peter Taaffe und der ehemalige Unterhausabgeordnete Dave Nellist, Anträge auf Wiederaufnahme in die Labour Party. Gleichzeitig stellten sie die Forderung auf, der Socialist Party und anderen linken Organisationen eine Kollektivmitgliedschaft in der Labour Party zu ermöglichen.
Im Juli 2019 verkündete die Partei die "Neugründung des Committee for a Workers’ International (2019), der internationalen Organisation, gegen den Willen der Mehrheit der Sektionen, die sich später International Socialist Alternative nennen werden.